# Agustina Albertario
Agustina Albertario (Adrogué, 1 de enero de 1993) es una jugadora argentina de hockey sobre césped. Formó parte de la Selección nacional.
El 20 de marzo de 2025, Agustina anunció su salida de la selección nacional a través de sus redes sociales.

## Carrera deportiva
Agustina se formó como jugadora en los clubes Pucará y San Albano de Burzaco, incoporándose más tarde al Lomas Athletic.
En septiembre de 2016 fichó con el KHC Leuven de Bélgica. En marzo del año siguiente, tras terminar con sus compromisos con la selección nacional, retornó a Lomas Athletic.
Volvería a jugar fuera de su país en 2021, cuando regresó a Bélgica para sumarse al Royal Léopold Club. Su presencia en el equipo causó controversia, debido a que no contaba con la documentación para trabajar en Europa, lo que derivó en una severa sanción contra su club. A raíz de ello, Albertario cambió Bélgica por Alemania, firmando un contrato para la temporada 2022-23 con el Düsseldorfer HC.

### Selección nacional
Luego de consagrarse subcampeona en el Campeonato Mundial Júnior de 2013, rápidamente pasó a formar parte de las Leonas, la Selección mayor. 
En 2013, ya con la selección mayor, ganó la Copa Panamericana que se realizó en Mendoza, Argentina.
En 2014, fue convocada para disputar el Campeonato Mundial en La Haya, Países Bajos, donde obtuvo el tercer puesto.
En 2015 formó parte del equipo que compitió en los Juegos Panamericanos donde obtuvo la medalla de plata y la Liga Mundial disputada en el mes de diciembre en la ciudad de Rosario, Argentina.
En agosto de 2019, logró la medalla de oro en los Juegos Panamericanos de Lima.
En agosto de 2021, obtuvo la medalla de plata en los Juegos Olímpicos de Tokio 2020.
En 2022, Agustina logró la clasificación al Campeonato Mundial tras ganar la Copa Panamericana realizada en Chile. Además, obtuvo la medalla de oro en la Hockey Pro League y el segundo puesto en el Campeonato Mundial.
En los Juegos Olímpicos de París 2024, consiguió ganar la medalla de bronce luego de haber caído en semifinales ante la Selección de Países Bajos y vencido a Bélgica en la tanda de penales 3 a 1 en el partido por el tercer puesto.

## Selección nacional

### Participaciones en Juegos Olímpicos
| Año                      | Sede    | Resultado         |
| ------------------------ | ------- | ----------------- |
| Juegos Olímpicos de 2020 | Japón   | Medalla de plata  |
| Juegos Olímpicos de 2024 | Francia | Medalla de bronce |

### Participaciones en Juegos Panamericanos
| Año                          | Sede   | Resultado  |
| ---------------------------- | ------ | ---------- |
| Juegos Panamericanos de 2015 | Canadá | Subcampeón |
| Juegos Panamericanos de 2019 | Perú   | Campeón    |

## Premios
- Olimpia de plata (2021)[14]

## Vida personal
Agustina estuvo en pareja con el jugador de hockey sobre césped Juan Martín López y con el futbolista Lucas Alario.